# Liho
Liho (Lihu) ist ein osttimoresischer Suco im Verwaltungsamt Railaco (Gemeinde Ermera).

## Geographie
Der Suco liegt im Süden des Verwaltungsamts Railaco. Südwestlich liegt der Suco Matata, südlich die Sucos Tocoluli und Fatuquero, südöstlich der Suco Railaco Craic und nordöstlich der Suco Taraco. Im Norden grenzt Liho an das zur Gemeinde Liquiçá gehörende Verwaltungsamt Bazartete mit seinen Sucos Leorema, Fahilebo und Ulmera. Der Fluss Buamara bildet die Grenze zu Fatuquero und zum Teil zu Tocoluli. Er schwenkt schließlich nach Norden und durchquert als Baera Liho. An der Grenze zu Fahilebo mündet der Baera in den Anggou, der etwas weiter östlich in den Mata Hare fließt, der wiederum Grenze nach Osten folgt und an der Grenze zu Taraco auf den östlichen Grenzfluss Balele trifft und mit ihm zusammen den Comoro bildet.
Vor der Gebietsreform 2015 hatte Liho eine Fläche von 18,54 km². Nun sind es 16,32 km², nachdem die Grenzen im Südwesten zu Matata und im Osten zu Railaco Craic neu gezogen wurden.
Die Überlandstraße, die die Landeshauptstadt Dili im Norden mit der Gemeindehauptstadt Gleno im Süden verbindet, führt durch Liho. An ihr liegen die größeren Siedlungen des Sucos. Westlich des Baera die Dörfer Camalpun (Kamal Pun), Camalraehei (Camalrahei, Kamal Raihei), Raeudu (Raidu) und der Verwaltungsamthauptort Railaco, östlich das Dorf Hi. In Railaco gibt es eine Grundschule (Escola Primaria Railaco), eine Prä-Sekundärschule, einen Hubschrauberlandeplatz und ein kommunales Gesundheitszentrum.
Im Suco befinden sich die vier Aldeias Camalpun, Camalraehei, Hi und Raeudu.

## Einwohner
Im Suco leben 2.026 Einwohner (2022), davon sind 1.043 Männer und 983 Frauen. Im Suco gibt es 364 Haushalte. Fast 87 % der Einwohner geben Tetum Prasa als ihre Muttersprache an. Über 12 % sprechen Mambai.

## Politik
Bei den Wahlen von 2004/2005 wurde Bernardo dos Santos Babo zum Chefe de Suco gewählt und 2009 und 2016 in seinem Amt bestätigt.